# Giovanni Henrico Albicastro
Giovanni Henrico Albicastro, vlastním jménem Johan Hendrik van Weissenburg, (1660? – 1730?) byl nizozemský barokní hudební skladatel německého původu.

## Život
Jméno Giovanni Henrico Albicastro je poitalštěné, původně německé, jméno hudebníka a skladatele Johanna Heinricha von Weissenburg (bílý hrad). Je obecně přijímáno, že Albicastro pocházel z Bieswangenu, obce ležící v centrálním Bavorsku nedaleko Pappenheimu. Příjmení se patrně vztahuje k obci Weissenburg, která se nachází v sousedství Bieswangenu. K Albicastrovi se hlásí rovněž Švýcaři, neboť v Hudebním slovníku Johanna Walthera z roku 1732 je uvedeno, že Albicastro přišel ze Švýcarska. Tento údaj však není žádným věrohodným způsobem doložen.
O Albicastrově hudebním vzdělání toho není mnoho známo. Z jistých náznaků lze soudit, že byl žákem Sebastiana Scherera (1631 – 1712), varhaníka a kapelníka v Ulmu. Obecně je však pokládán víceméně za autodidakta.
V roce 1686 přijel Albicastro do Leidenu v Nizozemské republice, kde je na místní universitě zapsán jako Musicus Academiae. Zřejmě byl zaměstnán jako hudebník a měl na starosti hudební složku oficiálních ceremonií. Tuto funkci nezastával však dlouho. V roce 1690 je už na tomto místě uváděn François Koopman.
Několik let strávil Albicastro zřejmě ve Španělském Nizozemí, neboť zde roku 1696 vyšla jeho sbírka triových sonát Il giardino armonico sacro-profano. Později se o ní zmiňuje jako o opusu č. 3. Předcházející díla však nalezena dosud nebyla.
V roce 1708 došlo v Albicastrově kariéře k zásadnímu zlomu. Byl jmenován kapitánem v kavalérii v nizozemské armádě. Ačkoliv o jeho dosavadní vojenské kariéře není nic známo, je doloženo, že Johan Hendrik van Weissenburg bojoval v posledních letech Války o španělské dědictví a v armádě zůstal i po jejím skončení Utrechtským mírem (1713).
Jeho jméno je ještě zmíněno v ročence důstojníků nizozemské armády v roce 1730. Po tomto roce již nejsou o Albicastrovi žádné zprávy a má se za to, že někdy krátce po tomto datu zemřel.

## Dílo
Albicastrovo dílo je mimořádné kvality a významně ovlivnilo vývoj nizozemské hudby. Tvoří spojovací článek mezi jeho předchůdcem Hacquartem a pozdějšími skladateli raného baroka, jako jsou Willem de Fesch, Pieter Hellendaal a Unico Wilhelm van Wassenaer. Naprostá většina Albicastrova díla byla z pochopitelných důvodů vydána před jeho vstupem do armády, mezi roky 1701 – 1706.
1. Il giardino armonico sacro-profano di dodici suonate in due parti, parte I dell’opera terza continente VI suonate a tre stromenti col basso per l’organo. — Bruggy, Francesco van Heurck, 1696
2. XII Suonate a tre, due violini et violoncello col basso per l’organo - opera prima. — Amsterdam, Estienne Roger, 1701
3. XII Sonate a violino solo col basso continuo - opera seconda. — Amsterdam, Estienne Roger, 1702 (ztraceno).
4. XII Sonate a violino e violone col basso continuo - opera terza. — Amsterdam, Estienne Roger, 1702
5. XII Suonate a tre, due violini e violoncello col basso per l’organo - opera quarta. — Amsterdam, Estienne Roger, 1702. (Moderní vydání: 12 sonatas for two violins, cello and keyboard: op. 4 / ed. Timothy Roberts. Vols. 1-4. London, Grancino, 1987 (Early Ensemble Series 7a–d)
6. Sonate a violino solo col basso continuo - opera quinta. — Amsterdam, Estienne Roger, 1703.
7. Sonate a violino solo e basso continuo - opera sesta. — Amsterdam, Estienne Roger, 1704 (ztraceno).
8. XII Concerti a quatro, due violini, alto, violoncello e basso continuo - opera settima. — Amsterdam, Estienne Roger, 1704. Moderní vydání.: Zwölf Concerti a 4 : Op. 7 / hrsg. Max Zulauf. Basel, Bärenreiter, 1955 (Schweizerische Musikdenkmaler)
9. XII Sonate da camera a tre, due violini e violone col basso per l’organo - opera ottava. — Amsterdam, Estienne Roger, 1704. Moderní vydání: Zwölf Triosonaten: Op. 8 / hrsg. Max Zulauf. Basel, Bärenreiter, 1974 (Schweizerische Musikdenkmaler 10)
10. XII Sonate a violino solo col violone o basso continuo - opera IX. — Amsterdam, Estienne Roger, 1706.
Coelestes angelici chori, motet for soprano, four instruments and bc — (rukopis uložen v Royal Conservatory v Bruselu).